# Valka
Valka es la capital del municipio homónimo de la región letona de Vidzeme, con una población a fecha de 1 de enero de 2018 era de 7813 habitantes.
Se encuentra ubicada al noreste del país, al este de Riga y de la costa del golfo de Riga (mar Báltico) y al sur de la frontera con Estonia.
Históricamente Valka y la ciudad de Valga, en el sur de Estonia, han constituido una única ciudad, hasta su separación en 1920.